# Denizlispor
Denizlispor Kulübü är en turkisk sportklubb från Denizli som grundades 26 maj 1966. Klubben har lag inom fotboll, volleyboll, basket, bordtennis, schack och gymnastik. Den här artikeln behandlar främst fotbollslaget, som spelar sina hemmamatcher på Denizli Atatürk Stadium med kapacitet för 18 745 åskådare.

## Placering tidigare säsonger
| Säsong  | Nivå | Liga       | Placering | Referens | Notering                   |
| ------- | ---- | ---------- | --------- | -------- | -------------------------- |
| 2015/16 | 2    | TFF 1. Lig | 15        | [ 1 ]    |                            |
| 2016/17 | 2    | TFF 1. Lig | 11        | [ 2 ]    |                            |
| 2017/18 | 2    | TFF 1. Lig | 15        | [ 3 ]    |                            |
| 2018/19 | 2    | TFF 1. Lig | 1         | [ 4 ]    | Uppflyttad till Süper Lig  |
| 2019/20 | 1    | Süper Lig  | 14        | [ 5 ]    |                            |
| 2020/21 | 1    | Süper Lig  | 21        | [ 6 ]    | Nedflyttad till TFF 1. Lig |
| 2021/22 | 2    | TFF 1. Lig | 11        | [ 7 ]    |                            |

## Färger
Denizlispor spelar i grön, svart och vit trikåer, bortastället vit eller grön.
| Denizlispor | Denizlispor | Denizlispor |

## Presidenter
| - 1965–67 Dr. Samim Gök - 1967–67 Ahmet Bahan - 1968–69 Turan Bahadir - 1969–70 Ali Dartanel - 1969–70 Halil Narin - 1970–71 Ali Dartanel - 1970–71 Rafet Tavaslioglu - 1971–72 Turan Bahadir - 1971–72 Halil Narin - 1972–73 Ali Dartanel - 1972–73 Ihsan Ölçer - 1973–74 Necati Dalaman | - 1974–75 Hasan Gönüllü - 1975–76 Mehmet Sevil - 1976–77 Ihsan Ölçer - 1976–77 Yilmaz Kandemir - 1976–78 Kemal Bagbaslioglu - 1978–79 Samim Gök - 1978–79 Nail Yildiz - 1978–79 Samim Gök - 1979–80 Nail Yildiz - 1980–81 Mehmet Eskicioglu - 1980–81 Nail Yildiz - 1980–81 Selami Damgaci | - 1981–84 Ahmet Dardar - 1983–84 Ali Dartanel - 1984–87 Ahmet Dardar - 1986–90 Ali Baysal - 1990–91 Ali Ipek - 1991–93 Ahmet Dardar - 1993–99 Ali Marim - 1999–00 Selami Urhan - 2000–03 Mustafa Baysal - 2003–05 Zafer Katranci - 2005–10 Ali İpek - 2010–11 Mehmet Özsoy | - 2010–11 Salih Amiroğlu - 2011 Hasan Kıbrıslıoğlu - 2011–12 Yurdal Duman - 2012–13 Süleyman Urkay - 2013–14 Mehmet Özsoy - 2014–15 Hasan Kıbrıslıoğlu - 2015–16 Mustafa Şavluk - 2016–17 Süleyman Urkay - 2017–18 Mustafa Üstek - 2018– Ali Çetin |